# Ed Begley Jr.
Edward James Begley Jr., detto Ed (Los Angeles, 16 settembre 1949), è un attore statunitense.

## Biografia
Figlio dell'attore Ed Begley e di Allene Jeanne Sanders, inizia la sua carriera verso la fine degli anni sessanta, ma ottiene fama e popolarità grazie alle serie Galactica (1978) e A cuore aperto degli anni ottanta. dove interpreta il dr. Victor Ehrlich. Nel 1989 partecipa al film She-Devil - Lei, il diavolo, con Roseanne Barr e Meryl Streep.
Nel 1996 prende parte al doppio episodio Futuro anteriore (prima parte) e Futuro anteriore (seconda parte) (Future's End: Part 1 e Future's End: Part 2), della terza stagione di Star Trek: Voyager, quarta serie televisiva live-action del franchise di fantascienza Star Trek. Vi interpreta il personaggio di Henry Starling, pioniere dell'ingegneria informatica e della computer age del XX secolo, inventore di numerose innovazioni in campo informatico. In realtà Starling ha scoperto la navicella della Federazione Aeon, una macchina del tempo proveniente dal futuro XXIX secolo, nel 1967 e ne ha cannibalizzato la tecnologia. Nel 1996 intende viaggiare fino al XXIX secolo, così da potersi appropriare di altra tecnologia del futuro, ma la USS Voyager, onde prevenire una disastrosa esplosione causata dal viaggio nel futuro di Starling che avrebbe distrutto il sistema solare, ne distrugge la navicella nel momento in cui questi tenta il salto nel futuro.
Nel 1998 è nel film La famiglia Addams si riunisce (Addams Family Reunion), film per la TV e direct-to-video, diretto da Dave Payne e prodotto dalla Saban Entertainment come pilota per la serie televisiva La nuova famiglia Addams (The New Addams Family, 1998-1999), per essere trasmesso sul canale televisivo via cavo Fox Family Network. La famiglia Addams si riunisce è il quarto film facente parte del franchise con protagonista la famiglia Addams, creata dalla penna di Charles Addams per il periodico The New Yorker. Qui Ed Begley Jr. vi interpreta il dr. Philip Adams, uno psichiatra che tenta di uccidere il padre per appropriarsi della sua fortuna, mentre gli Addams si recano, per un errore, a una riunione di quella che credono essere la loro famiglia.
Agli inizi del 1999 è a teatro, al fianco di Dennis Boutsikaris, Will Rothhaar, David Warshofsky, Robin Bartlett e Christine Dunford, dove interpreta The Cryptogram & The Old Neighborhood di David Mamet, per la regia di Michael Bloom, alla Geffen Playhouse di Los Angeles.
Nel 2003 scrive, dirige e interpreta il musical Cesar and Ruben, che esordisce a El Portal Theatre di Hollywood tra il 7 marzo e il 6 aprile. Il musical è incentrato sulle vite e le opere del leader sindacale César Chávez e del giornalista del Los Angeles Times Ruben Salazar, che ha scritto di lui, ed è composto da canzoni di Rubén Blades, Peter Gabriel, Joni Mitchell, Carlos Santana, Enrique Iglesias, David Crosby e Carmen Moreno. Il lavoro gli è valso un Nos Otros Award al Valley Theatre League Awards.
Tra il 2014 e il 2019 interpreta il personaggio ricorrente dell'avvocato Clifford Main, fondatore dello studio Davis & Main, in cui Saul Goodman lavora per un breve periodo in qualità di associato, nella serie televisiva Better Call Saul, spin-off della serie Breaking Bad. Dal 2019 impersona il personaggio ricorrente del dr. Linkletter, fisico e insegnante alla Texas Tech University, frequentata da Sheldon Cooper nella serie spin-off di The Big Bang Theory, Young Sheldon.
Nel 2016 gli è stata diagnosticata la malattia di Parkinson.

## Filmografia parziale

### Attore

#### Cinema
- Il computer con le scarpe da tennis (The Computer Wore Tennis Shoes), regia di Robert Butler (1969)
- The Lottery, regia di Larry Yust – cortometraggio (1969)
- Spruzza, sparisci e spara (Now You See Him, Now You Don't), regia di Robert Butler (1972)
- Dimmi, dove ti fa male? (Where Does It Hurt?), regia di Rod Amateau (1972)
- Charley e l'angelo (Charley and the Angel), regia di Vincent McEveety (1973)
- A viso aperto (Showdown), regia di George Seaton (1973)
- Dai papà... sei una forza! (Superdad), regia di Vincent McEveety (1973)
- Cockfighter, regia di Monte Hellman (1974)
- Il gigante della strada (Stay Hungry), regia di Bob Rafelson (1976)
- Citizens Band, regia di Jonathan Demme (1977)
- Un tipo straordinario (The One and Only), regia di Carl Reiner (1978)
- Tuta blu (Blue Collar), regia di Paul Schrader (1978)
- Record City, regia di Dennis Steinmetz (1978)
- Battaglie nella galassia (Battlestar Galactica), regia di Richard A. Colla (1978)
- Verso il sud (Goin' South), regia di Jack Nicholson (1978)
- Hardcore, regia di Paul Schrader (1979)
- Una strana coppia di suoceri (The In-Laws), regia di Arthur Hiller (1979)
- Airport '80 (The Concorde... Airport '79), regia di David Lowell Rich (1979)
- Lezioni maliziose (Private Lessons), regia di Alan Myerson (1981)
- Buddy Buddy, regia di Billy Wilder (1981)
- Voyager from the Unknown, regia di Winrich Kolbe e James D. Parriott (1982)
- Eating Raoul, regia di Paul Bartel (1982)
- Il bacio della pantera (Cat People), regia di Paul Schrader (1982)
- L'ospedale più pazzo del mondo (Young Doctors in Love), regia di Garry Marshall (1982)
- Flippaut (Get Crazy), regia di Allan Arkush (1983)
- This Is Spinal Tap, regia di Rob Reiner (1984)
- Strade di fuoco (Streets of Fire), regia di Walter Hill (1984)
- Protocol, regia di Herbert Ross (1984)
- Waiting to Act, regia di John Putch (1985)
- Una notte in Transilvania (Transylvania 6-5000), regia di Rudy De Luca (1985)
- Donne amazzoni sulla Luna (Amazon Women on the Moon), regia di Joe Dante e Carl Gottlieb (1987)
- Spie, pasticci & bugie (Spies, Lies & Naked Thighs), regia di James Frawley (1988)
- Turista per caso (The Accidental Tourist), regia di Lawrence Kasdan (1988)
- Scene di lotta di classe a Beverly Hills (Scenes from the Class Struggle in Beverly Hills), regia di Paul Bartel (1989)
- She-Devil - Lei, il diavolo (She-Devil), regia di Susan Seidelman (1989)
- I cari vicini di casa (Meet the Applegates), regia di Michael Lehmann (1990)
- Amici per la vita (Dark Horse), regia di David Hemmings (1992)
- Cowgirl - Il nuovo sesso (Even Cowgirls Get the Blues), regia di Gus Van Sant (1993)
- Caro zio Joe (Greedy), regia di Jonathan Lynn (1994)
- Rave Review, regia di Jeff Seymour (1994)
- Mezzo professore tra i marines (Renaissance Man), regia di Penny Marshall (1994)
- Sensation, regia di Brian Grant (1994)
- Pagemaster - L'avventura meravigliosa (The Pagemaster), regia di Pixote Hunt e Joe Johnston (1994)
- Due teneri angioletti (The Crazysitter), regia di Michael McDonald (1995)
- Batman Forever, regia di Joel Schumacher (1995)
- For Goodness Sake II, regia di Trey Parker (1996)
- Forza Babbo Natale (Santa with Muscles), regia di John Murlowski (1996)
- The Lay of the Land, regia di Larry Arrick (1997)
- Un cucciolo tutto per me (Ms. Bear), regia di Paul Ziller (1997)
- Joey, regia di Ian Barry (1997)
- I'm Losing You, regia di Bruce Wagner (1998)
- Campioni di razza (Best in Show), regia di Christopher Guest (2000)
- Get Over It, regia di Tommy O'Haver (2001)
- Anthrax, regia di Rick Stevenson (2001)
- Auto Focus, regia di Paul Schrader (2002)
- Net Games, regia di Andrew Van Slee (2003)
- Going Down, regia di Alfonso Pineda Ulloa (2003)
- A Mighty Wind - Amici per la musica (A Mighty Wind), regia di Christopher Guest (2003)
- Stateside - Anime ribelli (Stateside), regia di Reverge Anselmo (2004)
- Raising Genius, regia di Linda Voorhees e Bess Wiley (2004)
- Back by Midnight, regia di Harry Basil (2004)
- Crimini nascosti (Desolation Sound), regia di Scott Weber (2005)
- Welcome to California, regia di Susan Traylor (2005)
- Relative Strangers - Aiuto! sono arrivati i miei (Relative Strangers), regia di Greg Glienna (2006)
- For Your Consideration, regia di Christopher Guest (2006)
- The Elder Son, regia di Marius Balchunas (2006)
- One Long Night, regia di David Siqueiros (2007)
- Hard Four, regia di Charles Dennis (2007)
- Next of Kin, regia di Martha M. Elcan (2008)
- Strafumati (Pineapple Express), regia di David Gordon Green (2008)
- Las Vegas - Terapia per due (Finding Amanda), regia di Peter Tolan (2008)
- He's Such a Girl, regia di Sean Carr (2009)
- Segreti fatali (Balancing the Books), regia di Meir Sharony (2009)
- Basta che funzioni (Whatever Works), regia di Woody Allen (2009)
- Tripping Forward - Spacciatori per modelle (Tripping Forward), regia di Marcus Nash (2009)
- 21 and a Wake-Up, regia di Chris McIntyre (2009)
- The Penthouse, regia di Chris Levitus (2010)
- (S)Ex List (What's Your Number?), regia di Mark Mylod (2011)
- Little Women, Big Cars, regia di Melanie Mayron (2012)
- In Security, regia di Adam Beamer e Evan Beamer (2013)
- Muhammad Ali's Greatest Fight, regia di Stephen Frears (2013)
- Qualcosa di buono (You're Not You), regia di George C. Wolfe (2014)
- Ghostbusters, regia di Paul Feig (2016)
- Lucky, regia di John Carroll Lynch (2017)
- CHiPs, regia di Dax Shepard (2017)
- Making Babies , regia di Josh F. Huber (2018)
- Book Club - Tutto può succedere (Book Club), regia di Bill Holderman (2018)
- Amsterdam, regia di David O. Russell (2022)
- Strange Darling, regia di JT Mollner (2023)

#### Televisione
- Io e i miei tre figli (My Three Sons) – serie TV, episodio 8x12 (1967)
- L'immortale (The Immortal) – serie TV, episodio 1x02 (1970)
- The Bill Cosby Show – serie TV, episodio 2x15 (1971)
- Uomini di legge (Storefront Lawyers) – serie TV, episodio 1x23 (1971)
- Adam-12 – serie TV, episodio 4x02 (1971)
- Room 222 – serie TV, 7 episodi (1969-1972)
- F.B.I. (The F.B.I.) – serie TV, episodio 7x04 (1971)
- Difesa a oltranza (Owen Marshall, Counselor at Law) – serie TV, episodio 1x07 (1971)
- La tata e il professore (Nanny and the Professor) – serie TV, episodio 3x12 (1971)
- Mannix – serie TV, episodio 5x16 (1972)
- Maude – serie TV, episodio 1x01 (1972)
- Ironside – serie TV, episodio 6x03 (1972)
- Aspettando il ritorno di papà (Wait Till Your Father Gets Home) – serie TV, episodio 1x04 (1972)
- Doris Day Show (The Doris Day Show) – serie TV, episodio 5x07 (1972)
- Family Flight, regia di Marvin J. Chomsky – film TV (1972)
- Love, American Style – serie TV, episodio 4x21 (1973)
- Roll Out – serie TV, 12 episodi (1973-1974)
- Happy Days – serie TV, episodio 1x06 (1974)
- Insight – serie TV, 3 episodi (1974-1983)
- Medical Center – serie TV, episodio 6x21 (1975)
- Baretta – serie TV, episodio 2x09 (1975)
- Mary Hartman, Mary Hartman – serie TV, 5 episodi (1976)
- Starsky & Hutch (Starsky and Hutch) – serie TV, episodi 2x03-2x04 (1976)
- Notte di morte (Dead of Night), regia di Dan Curtis – film TV (1977)
- Quincy (Quincy, M.E.) – serie TV, 3 episodi (1977-1981)
- Wonder Woman – serie TV, 2 episodi (1978)
- Battaglie nella galassia (Battlestar Galactica) – serie TV, 5 episodi (1978-1979)
- Fantasilandia (Fantasy Island) – serie TV, 2 episodi (1978-1981)
- Colombo (Columbo) – serie TV, episodi 7x4-10x09 (1978-1994)
- Amateur Night at the Dixie Bar and Grill, regia di Joel Schumacher – film TV (1979)
- Elvis, il re del rock (Elvis), regia di John Carpenter – film TV (1979)
- Hot Rod, regia di George Armitage – film TV (1979)
- M*A*S*H – serie TV, episodio 8x01 (1979)
- Laverne & Shirley – serie TV, 2 episodi (1979)
- Charlie's Angels – serie TV, episodio 4x10 (1979)
- A Shining Season, regia di Stuart Margolin – film TV (1979)
- Barnaby Jones – serie TV, episodio 8x18 (1980)
- Riker – serie TV, 1 episodio (1981)
- Tales of the Apple Dumpling Gang, regia di E.W. Swackhamer – film TV (1982)
- A cuore aperto (St. Elsewhere) – serie TV, 137 episodi (1982-1988)
- Disneyland – serie TV, 3 episodi (1982-1989)
- Tom e Huck - Avventure sul Mississippi (Rascals and Robbers: The Secret Adventures of Tom Sawyer and Huck Finn), regia di Dick Lowry – film TV (1982)
- Non il solito affare (Not Just Another Affair), regia di Steven Hilliard Stern – film TV (1982)
- Voyagers! - Viaggiatori del tempo (Voyagers!) – serie TV, episodio 1x01 (1982)
- Still the Beaver, regia di Steven Hilliard Stern – film TV (1983)
- Un amore singolare (An Uncommon Love), regia di Steven Hilliard Stern – film TV (1983)
- Love Boat (The Love Boat) – serie TV, episodio 7x23 (1984)
- Il brivido dell'imprevisto (Tales of the Unexpected) – serie TV, episodio 7x08 (1984)
- Tall Tales & Legends – serie TV, episodio 1x01 (1985)
- George Burns Comedy Week – serie TV, 1 episodio (1985)
- Nel regno delle fiabe (Shelley Duvall's Faerie Tale Theatre) – serie TV, 2 episodi (1985-1987)
- You Are the Jury – serie TV, 1 episodio (1986)
- Meglio in sessanta (Celebration Family), regia di Robert Day – film TV (1987)
- The Incredible Ida Early, regia di Robert Iscove – film TV (1987)
- Vacanze romane 2 (Roman Holiday), regia di Noel Nosseck – film TV (1987)
- The Ed Begley Jr. Show – serie TV (1989)
- Earth Aid – serie TV (1990)
- Not a Penny More, Not a Penny Less, regia di Clive Donner – film TV (1990)
- Salverò mia figlia (In the Best Interest of the Child), regia di David Greene – film TV (1990)
- Terremoto a Los Angeles (The Big One: The Great Los Angeles Earthquake), regia di Larry Elikann – film TV (1990)
- Fra nonni e nipoti (Parenthood) – serie TV, 11 episodi (1990-1991)
- L'occasione della mia vita (Chance of a Lifetime), regia di Jonathan Sangerk – film TV (1991)
- The Story Lady, regia di Larry Elikann – film TV (1991)
- Stato d'assedio (In the Line of Duty: Siege at Marion), regia di Charles Haid – film TV (1992)
- Home Fires – serie TV, 1 episodio (1992)
- Exclusive, regia di Alan Metzger – film TV (1992)
- Running Mates, regia di Michael Lindsay-Hogg – film TV (1992)
- Mastergate, regia di Michael Engler – film TV (1992)
- Pappa e ciccia (Roseanne) – serie TV, episodio 5x13 (1993)
- Cooperstown, regia di Charles Haid – film TV (1993)
- The Larry Sanders Show – serie TV, 2 episodi (1993)
- I racconti della cripta (Tales from the Crypt) – serie TV, episodio 5x01 (1993)
- Shining Time Station: Once Upon a Time, regia di Wayne Moss – film TV (1994)
- Winnetka Road – serie TV, 6 episodi (1994)
- World War II: When Lions Roared, regia di Joseph Sargent – film TV (1994)
- Mrs. Piggle-Wiggle – serie TV, 1 episodio (1994)
- Corsa per l'inferno (Incident at Deception Ridge), regia di John McPherson – film TV (1994)
- L'incantesimo (The Shaggy Dog), regia di Dennis Dugan – film TV (1994)
- Il tocco di un angelo (Touched by an Angel) – serie TV, episodio 2x13 (1996)
- Una famiglia del terzo tipo (3rd Rock from the Sun) – serie TV, episodio 1x06 (1996)
- Il mio amico Alf (Project: ALF), regia di Dick Lowry – film TV (1996)
- The Late Shift, regia di Betty Thomas – film TV (1996)
- Dave's World – serie TV, episodio 3x20 (1996)
- Star Trek: Voyager – serie TV, episodi 3x08-3x09 (1996)
- Adventures from the Book of Virtues – serie TV, 2 episodi (1996-1998)
- Sabrina, vita da strega (Sabrina, the Teenage Witch) – serie TV, episodio 1x12 (1997)
- The Drew Carey Show – serie TV, episodio 2x21 (1997)
- Gun – serie TV, episodio 1x01 (1997)
- Giù le mani dalla città (Not in This Town), regia di Donald Wrye – film TV (1997)
- La tata (The Nanny) – serie TV, episodio 4x23 (1997)
- Meego – serie TV, 13 episodi (1997)
- Da solo (Alone), regia di Michael Lindsay-Hogg – film TV (1997)
- La famiglia Addams si riunisce (Addams Family Reunion), regia di Dave Payne – film TV (1998)
- Una gatta, un cane e un caso da risolvere (Murder She Purred: A Mrs. Murphy Mystery), regia di Simon Wincer – film TV (1998)
- Settimo cielo (7th Heaven) – serie TV, 16 episodi (1999-2003)
- The Practice - Professione avvocati (The Practice) – serie TV, episodio 4x10 (1999)
- Homicide: The Movie, regia di Jean de Segonzac – film TV (2000)
- Providence – serie TV, 5 episodi (2000)
- The Michael Richards Show – serie TV, 1 episodio (2000)
- West Wing - Tutti gli uomini del Presidente (The West Wing) – serie TV, episodio 2x14 (2001)
- Gideon's Crossing – serie TV, 1 episodio (2001)
- Attenti al volpino (Hounded), regia di Neal Israel – film TV (2001)
- Titus – serie TV, 1 episodio (2001)
- In tribunale con Lynn (Family Law) – serie TV, episodio 3x01 (2001)
- The Agency – serie TV, 2 episodi (2001-2002)
- Six Feet Under – serie TV, 8 episodi (2001-2005)
- Scrubs - Medici ai primi ferri (Scrubs) – serie TV, episodio 1x21 (2002)
- Wednesday 9:30 (8:30 Central) – serie TV, 8 episodi (2002)
- War Stories, regia di Robert Singer – film TV (2003)
- Life on Liberty Street, regia di David S. Cass Sr. – film TV (2004)
- Kingdom Hospital – serie TV, 13 episodi (2004)
- Jack & Bobby – serie TV, 5 episodi (2004-2005)
- Center of the Universe – serie TV, episodio 1x11 (2005)
- True, regia di Kari Lizer – film TV (2005)
- Spirit Bear: The Simon Jackson Story, regia di Stefan Scaini – film TV (2005)
- Arrested Development (Arrested Development) – serie TV, 7 episodi (2005-2013)
- Las Vegas – serie TV, episodio 3x16 (2006)
- Three Moons Over Milford – serie TV, 2 episodi (2006)
- Boston Legal – serie TV, 3 episodi (2006-2007)
- Veronica Mars – serie TV, 6 episodi (2006-2007)
- La complicata vita di Christine (The New Adventures of Old Christine) – serie TV, 2 episodi (2006-2010)
- CSI: Miami – serie TV, 5 episodi (2007-2011)
- King of the Hill – serie animata, episodio 12x15 (2008) - voce
- Recount, regia di Jay Roach – film TV (2008)
- Provaci ancora Gary (Gary Unmarried) – serie TV, 12 episodi (2008-2009)
- Easy to Assemble – serie TV, 8 episodi (2008-2012)
- Hannah Montana – serie TV, episodio 3x06 (2009)
- Party Down – serie TV, episodio 1x03 (2009)
- Curioso come George (Curious George) – serie animata, episodio 4x04 (2009) - voce
- Georgia O'Keeffe, regia di Bob Balaban – film TV (2009)
- Detective Monk (Monk) – serie TV, episodio 8x15 (2009)
- Zack e Cody sul ponte di comando (The Suite Life on Deck) – serie TV, 1 episodio (2009)
- Chabad 'To Life' Telethon – serie TV, 1 episodio (2010)
- La strana coppia (The Good Guys) – serie TV, episodio 1x14 (2010)
- Childrens Hospital – serie TV, episodio 2x11 (2010)
- Outlaw – serie TV, 2 episodi (2010)
- Brave New World, regia di Michael Patrick Jann – film TV (2011)
- Off the Map – serie TV, episodio 1x04 (2011)
- Funny or Die Presents... – serie TV, episodio 2x01 (2011)
- Chaos – serie TV, episodio 1x05 (2011)
- Rizzoli & Isles – serie TV, 3 episodi (2011-2012)
- Portlandia – serie TV, 2 episodi (2012)
- Common Law – serie TV, 2 episodi (2012)
- Newsreaders – serie TV, episodio 1x07 (2013)
- Betas – serie TV, 1 episodio (2013)
- The Office – serie TV, episodio 9x24 (2013)
- Le regole dell'amore (Rules of Engagement) – serie TV, episodio 7x13 (2013)
- Family Tree – serie TV, 5 episodi (2013)
- Hot in Cleveland – serie TV, 2 episodi (2013)
- How to Succeed at Birth, regia di Aaron Behl – film TV (2013)
- Better Call Saul – serie TV, 14 episodi (2016-2022)
- Beautiful (The Bold and the Beautiful) – soap opera, 1 episodio (2016)
- Lady Dynamite – serie TV, 7 episodi (2016-2017)
- Me, Myself & I – serie TV, 2 episodi (2017-2018)
- Bless This Mess – serie TV, 26 episodi (2019-2020)
- Young Sheldon – serie TV, 37 episodi (2019-2024)
- Un detective alla Bixler High (Bixler High Private Eye), regia di Leslie Kolins Small – film TV (2019)
- Queer as Folk – serie TV, episodi 1x01-1x06-1x07 (2022)
- Non sono ancora morta (Not Dead Yet) – serie TV, episodio 1x10 (2023)

### Doppiatore

#### Cinema
- Ufficiale e gentiluomo (An Officer and a Gentleman), regia di Taylor Hackford (1982)
- Storybook - Il libro delle favole (Storybook), regia di Lorenzo Doumani (1996)
- Hair High, regia di Bill Plympton (2004)
- Fly Me to the Moon, regia di Ben Stassen e Mimi Maynard (2007)
- Le avventure di Sammy (Sammy's avonturen: De geheime doorgang), regia di Ben Stassenn (2010)

#### Televisione
- Aspettando il ritorno di papà (Wait Till Your Father Gets Home) – serie animata, 1x04 (1982)
- Ri¢hie Ri¢h – serie animata, episodio 3x07 (1982)
- Scooby-Doo & Scrappy-Doo (Scooby-Doo and Scrappy-Doo) – serie animata, episodi 4x06-5x13 (1982-1983)
- The New Scooby and Scrappy-Doo Show  – serie animata, episodi sconosciuti (1983-1985)
- The Pound Puppies, regia di Ray Patterson e Alan Zaslove – cortometraggio TV (1985)
- Gli amici Cercafamiglia (Pound Puppies) – serie animata, episodio 2x09 (1987)
- Favole senza tempo (Timeless Tales from Hallmark) – serie animata, episodio 1x05 (1990)
- Batman (Batman: The Animated Series) – serie animata, episodi 1x04-1x05-1x07 (1992)
- Capitan Planet e i Planeteers (Captain Planet and the Planeteers) – serie animata, episodi 3x10-4x07 (1992-1993)
- Allacciate le cinture! Viaggiando si impara (The Magic School Bus) – serie animata, episodio 1x06 (1994)
- Duckman (Duckman: Private Dick/Family Man) – serie animata, episodio 2x08 (1995)
- Adventures from the Book of Virtues – serie animata, episodi 1x05-2x01 (1996-1998)
- I Rugrats (Rugrats) – serie animata, episodio 6x06 (1998)
- I Simpson (The Simpsons) – serie animata, episodi 10x13-20x13 (1999-2009)
- Vicini di campagna (Pigs Next Door) – serie animata, 13 episodi (2000)
- Batman of the Future (Batman Beyond) – serie animata, episodio 2x22 (2000)
- Static Shock – serie animata, episodi 4x11-4x13 (2004)
- I Rugrats da grandi (All Grown Up) – serie animata, episodio 4x01 (2005)
- King of the Hill – serie animata, episodio 12x15 (2008)
- Curioso come George (Curious George) – serie animata, episodio 4x01 (2009)
- Le avventure di Sammy (Sammy's avonturen: De geheime doorgang) – serie animata, episodi sconosciuti (2010)
- Regular Show – serie animata, episodio 6x01 (2014)
- Human Discoveries – serie animata, 9 episodi (2019)
- Our Cartoon President – serie animata, episodi 3x07-3x09 (2020)
- I Greens in città (Big City Greens) – serie animata, episodi 2x05-2x20 (2019-2020)
- SpongeBob SquarePants – serie animata, episodio 13x03 (2021)

### Regista
- NYPD - New York Police Department (NYPD Blue) – serie TV, episodi 11x7-12x16 (2003-2005)

### Sceneggiatore
- Cesar and Ruben, regia di Richard Falcon – cortometraggio direct-to-video (2017)

## Trasmissioni televisive
- Living with Ed - reality (2009) - produttore
- On Begley Street - reality (2013) - produttore

## Radio
- The Twilight Zone Radio Dramas - serie di podcast, 4 episodi (2002-2007)
- Star Wars: Return of the Jedi - The Original Radio Drama - serie di podcast, episodio 1x02 (1996) - Boba Fett

## Teatro (parziale)
- The Cryptogram & The Old Neighborhood, regia di Michael Bloom, Geffen Playhouse di Los Angeles (1999)
- Cesar and Ruben, regia di Ed Begley Jr., El Portal Theatre di Hollywood (2003)
- November, Mark Taper Forum di Los Angeles
- The Music Man, Benedum Center

## Discografia (parziale)

### Audiolibri
- 2002 – Beyond Therapy (con Catherine O'Hara, Christopher Durang, David Hyde Pierce, Kate McGregor e Richard Kind)
- 2004 – The Twilight Zone Radio Dramas, Volume 3 (con James Keach, Jane Seymour, Lou Diamond Phillips, Jim Caviezel, Kim Fields, Tim Kazurinsky, Mike Starr, Andrea Evans, Chelcie Ross e Morgan Brittany)
- 2007 – The Twilight Zone Radio Dramas, Volume 1 (con Jane Seymour, James Keach, Bruno Kirby e Blair Underwood)

## Riconoscimenti
- Golden Globe
  - 1986 - Candidatura al miglior attore non protagonista in una serie, minisserie o film per la televisione per St. Elsewhere
- Environmental Media Award
  - 2013 - Candidatura al Reality Program per On Begley Street (condiviso con Billy Frank, Raphael Sbarge e Rachelle Carson-Begley)
  - 2014 - Candidatura al Digital Video per On Begley Street (condiviso con Billy Frank, Raphael Sbarge e Rachelle Carson-Begley)
- Florida Film Critics Circle Award
  - 2004 - Miglior cast per A Mighty Wind (condiviso con Bob Balaban, Jennifer Coolidge, Christopher Guest, Laura Harris, John Michael Higgins, Michael Hitchcock, Linda Kash, Don Lake, Eugene Levy, Jane Lynch, Michael Mantell, Michael McKean, Larry Miller, Christopher Moynihan, Catherine O'Hara, Jim Piddock, Parker Posey, Harry Shearer, Deborah Theaker e Fred Willard)
- Gold Derby Award
  - 2004 - Candidatura al miglior cast per A Mighty Wind (condiviso con Bob Balaban, Jennifer Coolidge, Christopher Guest, Laura Harris, John Michael Higgins, Michael Hitchcock, Linda Kash, Don Lake, Eugene Levy, Jane Lynch, Michael Mantell, Michael McKean, Larry Miller, Christopher Moynihan, Catherine O'Hara, Jim Piddock, Parker Posey, Harry Shearer, Deborah Theaker e Fred Willard)
- Phoenix Film Critics Society Awards
  - 2004 - Candidatura al miglior cast per A Mighty Wind (condiviso con Bob Balaban, Jennifer Coolidge, Christopher Guest, Laura Harris, John Michael Higgins, Michael Hitchcock, Linda Kash, Don Lake, Eugene Levy, Jane Lynch, Michael Mantell, Michael McKean, Larry Miller, Christopher Moynihan, Catherine O'Hara, Jim Piddock, Parker Posey, Harry Shearer, Deborah Theaker e Fred Willard)
- Primetime Emmy Award
  - 1983 - Candidatura al miglior attore non protagonista in una serie drammatica per A cuore aperto
  - 1984 - Candidatura al miglior attore non protagonista in una serie drammatica per A cuore aperto
  - 1985 - Candidatura al miglior attore non protagonista in una serie drammatica per St. Elsewhere
  - 1986 - Candidatura al miglior attore non protagonista in una serie drammatica per St. Elsewhere
  - 1987 - Candidatura al miglior attore non protagonista in una serie drammatica per St. Elsewhere
  - 1988 - Candidatura al miglior attore non protagonista in una serie drammatica per St. Elsewhere
  - 2019 - Candidatura al miglior attore protagonista in una miniserie comica o drammatica per ctrl alt delete
- Screen Actors Guild Award
  - 2023 - Candidatura al miglior cast in una serie drammatica per Better Call Saul (condiviso con Jonathan Banks, Tony Dalton, Giancarlo Esposito, Patrick Fabian, Bob Odenkirk e Rhea Seehorn)
- The Streamy Award
  - 2010 - Miglior cast in una webserie per Easy to Assemble (condiviso con Illeana Douglas, Justine Bateman, Eric Lange, Michael Irpino, Cheri Oteri, Daryl Sabara, Michael Panes, Robert Mailhouse, Sean Durrie, Tom Arnold, Tim Meadows, Ricki Lake, Greg Proops e Kevin Pollak)
- Valley Theatre League Awards
  - 2003 - Nos Otros Award per Cesar and Ruben[4][5]

## Doppiatori italiani
Nelle versioni in italiano delle opere in cui ha recitato, Ed Begley Jr. è stato doppiato da:
- Gianni Giuliano in Basta che funzioni, Modern Family, Rizzoli & Isles, (S)Ex List, Muhammad Ali's Greatest Fight, Lady Dynamite, Love, Amsterdam, Strange Darling
- Luciano Roffi in Mezzo professore tra i marines, Star Trek - Voyager, Six Feet Under, Better Call Saul, Grace and Frankie, Un detective alla Bixler High, Queer as Folk
- Oliviero Dinelli in A cuore aperto (1ª voce), Fra nonni e nipoti, Alone - Da solo, West Wing - Tutti gli uomini del Presidente, Arrested Development - Ti presento i miei
- Renato Cortesi in Meego, Attenti al volpino, Boston Legal, Recount, Beautiful
- Sergio Di Stefano in She-Devil - Lei, il diavolo, Joey, Providence
- Angelo Maggi ne L'occasione della mia vita, Due teneri angioletti, Batman Forever
- Gerolamo Alchieri in Scrubs - Medici ai primi ferri, Future Man, Non sono ancora morta
- Roberto Chevalier in Charlie's Angels, Kingdom Hospital
- Romano Malaspina in Una strana coppia di suoceri, A Mighty Wind - Amici per la musica
- Mario Cordova in Scene di lotta di classe a Beverly Hills, Colombo
- Marco Mete in Donne amazzoni sulla Luna, Caro zio Joe
- Roberto Draghetti in Stateside - Anime ribelli, Relative Strangers - Aiuto! Sono arrivati i miei
- Luca Biagini in Qualcosa di buono, Me, Myself & I
- Vittorio Stagni in Charley e l'angelo
- Dante Biagioni in Happy Days
- Sandro Acerbo in Starsky & Hutch
- Claudio De Angelis in Una notte in Transilvania
- Ennio Coltorti in Turista per caso
- Ambrogio Colombo in CHiPs
- Lucio Saccone in Pagemaster - L'avventura meravigliosa
- Giorgio Locuratolo ne La tata
- Antonio Sanna in Strafumati
- Paolo Turco in A cuore aperto (2ª voce)
- Eugenio Marinelli in Vacanze romane 2
- Mario Scarabelli in La famiglia Addams si riunisce
- Oreste Rizzini in Settimo cielo
- Edoardo Nordio in Settimo cielo (ep. 6x21)
- Cesare Barbetti in Homicide: The Movie
- Paolo Buglioni in Auto Focus
- Diego Reggente in Las Vegas
- Dario Penne in Veronica Mars
- Sergio Di Giulio in CSI: Miami
- Gianluca Machelli in Detective Monk
- Stefano Mondini in Provaci ancora Gary
- Ugo Maria Morosi in Ghostbusters
- Carlo Valli in Mascots
- Teo Bellia in Time Toys
- Roberto Accornero in Lucky
- Mino Caprio in Book Club - Tutto può succedere
- Luca Dal Fabbro in Bless This Mess
- Giovanni Caravaglio in Young Sheldon

Da doppiatore è sostituito da:
- Silvio Anselmo ne I Simpson